# Награда Предраг Томановић
Награда "Предраг Томановић" је награда за најбоље глумачко остварење у прошлој години у Српском народном позоришту у Новом Саду, за глумце рођене после 1964. године.
Истовремено када се додељује награда за најбољег глумца, додељује се награда и за најбољег дипломираног студента глуме на Академији уметности у Новом Саду, са просеком изнад 9,00.

## Лауреати

### 1996
- Александар Гајин за улогу Ђоке у представи „Сумњиво лице“ Бранислава Нушића у режији Дејана Мијача[1].
- Студент добитник награде је била Радмила Томовић

### 1997
- Борис Исаковић за улогу Алексеја у представи „Мурлин Мурло“ Николаја Кољаде у режији Радослава Миленовића
- Студент добитник награде је била Душка Кукољ

### 1998
- Јасна Ђуричић за улогу Мице у представи „Мрешћење шарана“ Александра Поповића у режији Егона Савина
- Студент добитник награде је био Југослав Крајнов

### 1999
- Срђан Тимаров за улогу Лућија у представи „Мера за меру“ Вилијама Шекспира у режији Дејана Мијача
- Студент добитник награде је био Милован Филиповић

### 2000
- Борис Исаковић за улогу Анђела у представи „Мера за меру“ Вилијама Шекспира у режији Дејана Мијача
- Студент добитник награде је био Дамир Тодоровић[2]

### 2001
- Југослав Крајнов за улогу Пушкина у представи „Евгеније Оњегин“ Александра Пушкина у режији Бранка Плеше
- Студент добитник награде је Софија Белић[3]

### 2002
награду добијају два глумца:
- Нада Шаргин и Арон Балаж за улоге у представи „Право на Руса“ Угљеше Шајтинца у режији Оливере Ђорђевић
- Награда студенту није додељена

### 2003
награду поново добијају два глумца:
- Јована Стипић за улогу Жаклине у представи „Наказе“ Богдана Шпањевића у режији Немање Петроњеа и Славица Бајчета за улогу у представи „Раванград“ Ђорђа Лебовића у режији Дејана Мијача
- Награда студенту није додељена

### 2004
- Владимир Ћирковић за улогу Војцека у представи „Војцек“ Георга Бихнера у режији Боре Драшковића
- Студент добитник награде је био Дејан Средојевић

### 2005
- Југослав Крајнов за улогу Илије у представи „Тужна комедија“ по роману И. А. Гончарова у режији Егона Савина
- Студент добитник награде је била Маја Цимеша

### 2006
- Драгиња Вогањац за улогу Петруњеле у представи „Дундо Мароје“ Марина Држића у режији Радослава Миленковића
- Студент добитник награде је Славица Вучетић

### 2007
- Гордана Ђурђевић-Димић за главну улогу у представи „Ујкин сан“ по новели Ф. М. Достојевског у режији Егона Савина[4].
- Награда студенту није додељена

### 2008
- Гордана Јошић-Гајин за улогу Марте у представи „Неспоразум“ Албера Камија у режији Радослава Миленковића
- Студент добитник награде је Срђан Секулић[5]

### 2009
- Марија Меденица за улогу ЊЕ у представи „Ја или неко други“ Маје Пелевић у режији Кокана Младеновића
- Студент добитник награде је Миња Пековић

### 2010
- Сања Ристић-Крајнов за улогу Наталије Ивановне у представи „Три сестре“ А. П. Чехова у режији Радослава Миленковића и улогу Дајане у представи „Љубавни јади Вудија Алена“ по тексту и у режији Бранка Димитријевића
- Награда студенту није додељена

### 2011
- Јована Мишковић за улогу Дане у представи „Ујеж“ Бранислава Нушића у режији Радослава Миленковића и улогу Мери у представи „Тајни дневник Вирџиније Вулф“ по прози Вирџиније Вулф у режији Милене Павловић
- Награда студенту није додељена

### 2012
- Марко Савић за улогу Херувима у представи „Зојкин стан“ Михаила Булгакова у режији Дејана Мијача
- Студент добитник награде је Александра Вељковић

### 2013
- Филип Ђурић за улогу Константина Гавриловича Трепељева у представи „Галеб“ А. П. Чехова у режији Томија Јанежича
- Студент добитник награде је Јелена Ђулвезан

### 2014
- Иван Ђурић за улогу Донија у представи „Здрав(о) живот(е)“ Ли Мегдугала у режији Николе Завишића
- Студент добитник награде је Уна Ђелошевић

### 2015
- Јована Балашевић за улогу Ане у представи „Оставите поруку“ по тексту и у режији Виде Огњеновић
- Награда студенту није додељена

### 2016
- Марија Меденица за улогу Ивоне Цопек у представи „Ивона, бургундска кнегиња“ Витолда Гомбровића у режији Радослава Миленковића
- Студент добитник награде је Бојана Милановић

### 2017
- Радоје Чупић за улогу Ћоркана у представи „На Дрини ћуприја“ по роману Иве Андрића у режији Кокана Младеновића
- Студент добитник награде је Миа Симоновић

### 2018
- Милица Грујичић за улоге у представама  „Час Анатомије“ по делу Данила Киша у режији Андраша Урбана, „Аника и њена времена“ по мотивима приповетке Иве Андрића у режији Ане Ђорђевић и „Отпор“ Лија Мекдугала у режији Соње Петровић
- Студент добитник награде је Милан Колак

### 2019
- Вукашин Ранђеловић и Миа Симоновић за улоге у представи  „Моћни ренџери не плачу“ Тијане Грумић у режији Тијане Васић
- Студент добитник награде је Ивана Панчић

### 2020
- Тијана Марковић за улоге у представама  „Тартиф (Комично у класичном)“ ауторски пројекат Игора Вука Торбице по Молијеровом делу, „Травничка хроника“ по роману Иве Андрића у режији Никите Миливојевића и „Смедерево 1941“ по тексту и у режији Ане Ђорђевић
- Студент добитник награде је Софија Мијатовић

### 2021
- Аљоша Ђидић за улогу у представи  „Кафка-Mashine“ ауторски пројекат Вељка Мићуновића по делима Франца Кафке
- Награда студенту није додељена

### 2022
- Бранислав Јерковић за улогу у представи  „Слепа мрља“ по мотивима античких трагедија у режији Андреја Мажерија и улогу у представи „Магбет“ Вилијама Шекспира у режији Никите Миливојевића
- Студент добитник награде је Дејан Максимовић